# Magyar filmrendezők listája
Ez a lista a nevezetes magyar filmrendezőket tartalmazza.
| Ábécé szerinti tartalomjegyzék                                                                           |
| --- |
| A, Á B C Cs D Dz Dzs E, É F G Gy H I, Í J K L Ly M N Ny O, Ó Ö, Ő P Q R S Sz T Ty U, Ú Ü, Ű V W X Y Z Zs |

## A, Á
- Aczél Pál (1885–1949) (némafilmek) Az apostol, Máté gazda és a törpék
- Almási Tamás (1948–) Circus Maximus, Ballagás
- Altmayer István (nf) Az áruház gyöngye, Cibere és a lópatkó banditák
- András Ferenc (1942–2024) Veri az ördög a feleségét, Dögkeselyű
- Antalffy Sándor (nf) A kis lord, A testőr
- Apáthi Imre (1907–1960) Forró mezők, Játék a szeremmel
- Ardai Tamás (1954–) Barátok közt (TV-sorozat 38 rész)
- Árvai Jolán (1947–2001) Ördög vigye, Jön a medve!, Rock '85 (dokumentumfilm)
- Ádám Ottó (1928–2010) TV-film, TV-sorozat rendező
- Aracsi Norbert (1991–) Elfelejtett nemzedék

## B
- Babiczky László (1946–) TV-játékok, dokumentumfilmek
- Bácskai Lauró István (1933–2020) Igézet, A Hamis Izabella
- Bacsó Péter (1928–2009) Fejlövés, Nyár a hegyen, A tanú
- Báky József (Josef von Báky) (1902–1966) Asszony a válaszúton, A varieté csillagai
- Balázs Béla (1884–1949) forgatókönyvíró, Kék fény (német)
- Bali János (1954–) Népek, nyelvek, kultúrák, közösségek Európában (ismeretterjesztő sorozat, 2002)
- Balogh Béla (1885–1945) (nf) Aranymadár, A baba, Elnémult harangok, A loodwodi árva (hf), Havi 200 fix
- Balog Gábor (1944–)
- Balogh Zsolt (1950–)
- Bánki Iván (1937–)
- Bánki László (1922–1979) Balázs Béla-díjas rövidfilmrendező
- Bánki Szilárd (1943–2021)
- Bánky Viktor (1899–1967) Az ördög nem alszik, Házassággal kezdődik
- Banovich Tamás (1925–2015) Az életbe táncoltatott leány, Ezek a fiatalok
- Bán Frigyes (1902–1969) Talpalatnyi föld, Úri muri, A pénzcsináló
- Bán Róbert (1925–2002) Játék a múzeumban, Mi lesz veled, Eszterke?
- Basilides Ábris (1915–1968)
- Bednai Nándor (1933–2013)
- Békeffi László (1891–1962) (nf) A halhatatlan asszony, A föld rabjai
- Bélai István (1931–2004)
- Beőthy Zoltán (nf) A fekete amulett, A nap lelke
- Bereczki Csaba (1966–)
- Bereményi Géza (1946–)
- Béres Dániel (1975–)
- Bergendy Péter (1964–)
- Bernáth Zsolt (1973–)
- Bicskei Zoltán (1958–)
- Biri Máté (1999–)
- Bleier Edit (1939–) rajzfilmes
- Bodrossy Félix (1920–1983)
- Bokor László (1930–)
- Bokor Péter (1924–2014)
- Bollók Csaba (1962–)
- Bolváry Géza (1897–1961) (nf) Egy fiúnak a fele, Kétarcú asszony
- báró Bornemissza Elemérné (1876–1948)[1] (nf) Az apacsnő szerelme
- Boros Zoltán (1939–)
- Both Béla (1910–2002)
- Bódis Kriszta (1967–)
- Bódy Gábor (1946–1985)
- Borsodi Ervin (1920–1994) dokumentumfilmes
- Bosnyák Ernő (1876–1963)
- Böjte József (1944–)
- Böszörményi Géza (1924–2004)
- Böszörményi Zsuzsa (1961–2021)
- Bródy István (1882–1941) (nf) Dódi karrierje
- Bubryák István (1946–)
- Buglya Sándor (1945–)
- Bujtás János (1953–) Szomszédok sorozat
- Bujtor István (1942–2009)
- Buvári Tamás (1968–)

## C, Cs
- Cakó Ferenc (1950–)
- Can Togay (1955–)
- Csányi Miklós (1940–1997)
- Cseh András (1927–2017) rajzfilmes
- Csepreghy Jenő (1912–1978)
- Cserépy Arzén (1881–1958)
- Cserépy László (1907–1956)
- Csermák Tibor (1927–1965)
- Csillag Ádám (1954–)
- Csizmadia Tibor (1953–)
- Csontos János (1962–2017)[2]
- Csőke József (1927–2012)
- Csupó Gábor (1952–)
- Czabán György (1957–)
- Czabarka Péter (1952–)
- Czencz József (1952–)
- Cziffra Géza (1900–1989) Egy éj Velencében, Ez a villa eladó
- Czigány Tamás (1928–2014)
- Czigány Zoltán (1965–2011)

## D
- Dárday István (1940–)
- Damó Oszkár (1886–1927) (nf) Ali rózsáskertje, A dada
- Dargay Attila (1927–2009) rajzfilmes
- Daróczy József (1885–1950)
- Deák Kristóf (1982–)
- Deák Krisztina (1953–)
- Deésy Alfréd (1877–1961) (nf) Sehonnai, Éjjeli menedékhely, Székelyvér (hf) Nem élhetek muzsikaszó nélkül
- Dékány István (1940–)
- Deltai Károly (1966–)
- Deme Zoltán (1949–)
- Dénes Gábor (1950–)
- Dér András (1954–)
- Dettre Gábor (1956–)
- Dévényi László (1925–2006)
- Dobray György (1942–2024)[3]
- Dömölky János (1938–2015)
- Duló Károly (1949–)
- Dyga Zsombor (1975–)

## E, É
- Edelényi János (1948–)
- Eiben István (1902–1958)
- El Eini Sonia (1953–)
- Elek Judit (1937–)
- Ember Judit (1935–2007)
- Enyedi Ildikó (1955–)
- Erdei Grünwald Mihály (1944–2023)
- Erdély Miklós (1928–1986)
- Erdélyi Dániel (1973–)
- Erdélyi János (1955–)
- Erdőss Pál (1947–2007)
- Erős Péter (1949–)
- Esztergályos Károly (1941–)

## F
- Fábry Péter István (1949–)
- Fábri Zoltán (1917–1994)
- Farkas Jenő (1950–)[4]
- Farkas Ferenc (1879–1933) (nf) Az aranyhajú szfinx
- Farkas Zoltán (1913–1980)
- Faur Anna (1978–)
- Fehér György (1939–2002)
- Fehér Imre (1926–1975)
- Fehéri Tamás (1927–2002)
- Fejér Tamás (1920–2006)
- Fejős Pál (1898–1963) (nf) Újraélők, Szenzáció, Lidércnyomás – Jóslat
- Fekete Ibolya (1951–)
- Fekete Mihály (1884–1960) (nf) A vágy, A kancsuka hazájában, A Gyurkovics leányok
- feLugossy László (1947–)
- Felvidéki Judit (1951–)
- Fenyő Emil (1889–1980) (nf) A tisztesség nevében
- Ferenczi Gábor (1950–)
- Fésős András (1963–)
- Fiáth András (1955–)
- Fifilina József (1926–1983)
- Fliegauf Bence (1974–)
- Fodor Aladár (1879–1918) (nf) A 2000 éves férfi, A pesti riporter
- Fogarasi Gergely (1977–)
- Forgács Antal (1881–1930) (nf) A színésznő, Szép Ilonka
- Forgács Péter (1950–)
- Föld Ottó (1924–2002)
- Földes Gábor (1923–1958)

## G
- Gaál Albert (1928–2002)
- Gaál Béla (1893–1945) (nf) A vörösbegy, Diadalmas élet, Csókolj meg, édes! (hf) Meseautó, Pesti mese
- Gaál István (1933–2007)
- Gábor Pál (1932–1987)
- Garamszeghy Sándor (1879–1964) (nf) Gróf Mefisztó
- Garas Márton (1881–1930) (nf) A 100.000 koronás ruha, A szerencse fia, A lélekidomár
- Gárdos Péter (1948–)
- Gazdag Gyula (1947–)
- Géczy Dávid (1981–)
- Gém György (1949–)
- Gémes József (1939–2013)
- Gere Mara (1932–2012)
- Gerencsér Tamás (1984–)
- Gerő Péter (1946–)
- Geröffy J. Béla (1889–1925) (nf) Becstelen becsület, Lady Violetta, Tilos a gyerek
- Gertler Viktor (1901–1969) Az aranyember, A férfi mind örült
- Gigor Attila (Galambos Attila) (1978–)
- Glósz Róbert (1921–2010)
- Goda Krisztina (1970–)
- Góth Sándor (1869–1946) (nf) A csikós, Víg özvegy
- Gothár Péter (1947–)
- Gózon Francisco (1964–)
- Gödrös Frigyes (1942–)
- Groó Diana (1973–)
- Grunwalsky Ferenc (1943–)
- Gulyás Gyula (1944–)
- Gulyás János (1946–2021)

## Gy
- Gyarmathy Lívia (1932–2022)
- Gyöngyössy Bence (1963–)
- Gyöngyössy Imre (1930–1994)
- György István (1899–1958) (nf) Agyisten, Biri!, Juszt is megnősülök, Tavasz a viharban (hf) Az iglói diákok, A nagymama
- György István (1925–2019)
- Gyulai Líviusz (1937–2021)

## H
- Hajas Tibor (1946–1980)
- Hajdú Farkas-Zoltán (1959–)
- Hajdu Szabolcs (1972–)
- Hajdufy Miklós (1932–2021)
- Halász János (1912–1995) rajzfilmes
- Halász Péter (1944–2006)
- Hamza D. Ákos (1903–1993) Egy szoknya, egy nadrág, Ez történt Budapesten
- Hanák Gábor (1944–)
- Hartai László (1954–)
- Heffner Attila (1967–)
- Helstáb Martin (1995–)
- Herendi Gábor (1960–)
- Herskó Anna (1920–2009)
- Herskó János (1926–2011)
- Hintsch György (1925–2005)
- Homoki Nagy István (1914–1979)
- Horváth Ádám (1930–2019)
- Horváth Adrienne (1954–)
- Horváth Árpád (1899–1944)
- Horvát Lili (1982–)
- Horváth Mária (1952–) rajzfilmes
- Hules Endre (?)
- Huszárik Zoltán (1931–1981) Szindbád, Csontváry

## I, Í
- Illés Jenő (1877–1951) (nf) Az újszülött apa, Romlott emberek közt, Szulamit, Házasság a Lipótvárosban
- Imre István (1928–2007) bábfilmes
- Incze Ágnes (1955–)

## J
- Jancsó Miklós (1921–2014)
- Janisch Attila (1957–)
- Jankovics Marcell (1941–2021)
- Janovics Jenő (1872–1945) (nf) Ártatlan vagyok, Falusi madonna, Leányfurfang
- Jelenczki István (1956–)
- Jeles András (1945–)
- Jeli Ferenc (1933–2006)
- Jeney Imre (1908–1996)
- Justitz Emil (1878–1932) (nf) A halálítélet, Mária Terézia

## K
- Káel Csaba (1961–)
- Kabay Barna (1948–)
- Káldor Elemér (1949–)
- Kalmár László (1900–1980)
- Kalmár Tibor (1932–)
- Kamondi Zoltán (1960–2016)
- Kapitány Iván (1961–)
- Kardos Ferenc (1937–1999) Gyerekbetegségek, Ünnepnapok
- Kardos László (1905–1962)
- Kardos Sándor (1944–)
- Kármán Irén (1967–)
- Kárpáti György (1933–2023)
- Katkics Ilona (1925–2022)
- Kécza András (1965–)
- Keleti Márton (1905–1973) Torockói menyasszony, Mágnás Miska, Hattyúdal, A tizedes meg a többiek
- Kémenes Bernadette (1982–)
- Kenyeres Bálint (1976–)
- Kenyeres Gábor (1938–2001)
- Keresztes Dóra (1953–)
- Kertész Mihály (Michael Curtiz) (nf) Árendás zsidó, Bánk bán, Makkhetes
- Kertész Pál (1909–1970)
- Kézdi-Kovács Zsolt (1936–2014)
- Kígyós Sándor (1939–2018)
- Kis József (1917–1990)
- Kis Klára (1948–)
- Kisfaludy András (1950–)
- Klöpfler Tibor (1953–)
- Knoll István (1924–1998)
- Kocsis Ágnes (1971–)
- Kollányi Ágoston (1913–1988)
- Kollár-Klemencz László (1966–)
- Kolonits Ilona (1922–2002)
- Koltai János (1935–)
- Koltai Lajos (1946–)
- Koltai Róbert (1943–)
- Koltay Gábor (1950–)
- Korda Sándor (Alexander Korda) (nf) Az aranyember, Az egymillió fontos bankó, A gólyakalifa
- Korda Zoltán (1895–1961) (nf) A csodagyerek
- Kósa Ferenc (1937–2018)
- Kovács András (1925–2017)
- Kovács Gusztáv (1895–1969) (nf) Hány óra Zsuzsi
- Kovács Klaudia (1971–) A lyukas zászló (eredeti címe: Torn from the Flag)
- Kovács László (1947–)
- Kovácsi János (1949–)
- Kováts Miklós (1925–1988) oktató- és rövidfilmrendező
- Kovásznai György (1934–1983)
- Kőszegi Edit (1952–)
- Kriskó László (1965–)

## L, Ly
- Lajthay Károly (1885–1945) (nf) Leánybecsület, Az ősasszony
- Lakatos Iván (1938–)
- Lakatos Róbert (1968–)
- Lakner Artúr (1893–1944) (nf) Willy Drill, Múlt és jövő
- Lantos László (1955–)
- Lányi András (1948–)
- László Váradi Gyula (1944–) zenetörténész, rendező
- Lázár István (1907–1948)
- Lázár Lajos (1885–1936) (nf) Tájfun, Párizs királya, Az ördög hegedűse, (hf) A kék bálvány, Kísértetek vonata
- Ledniczky Márton (1954–)
- Lestár János (1931–2011)
- Libik André (1932–)
- Lóth Balázs (1977–)
- Lugossy István (1943–)
- Lugossy László (1939–)
- Lukács Lóránt (1934–2025)

## M
- Maár Gyula (1934–2013)
- Macskássy Gyula (1912–1971)
- Macskássy Katalin (1942–2008)
- Madaras József (1937–2007)
- Madarász István (1976–)
- Magyar Dezső (1938–)
- Magyar József (1928–1998)
- Makk Károly (1925–2017)
- Málnay Levente (1941–)
- Mamcserov Frigyes (1923–1997)
- Manninger János (1901–1946)
- Markos Miklós (1924–2000)
- Máriássy Ferenc (1952–1990)
- Máriássy Félix (1915–1975)
- Márkus László (1882–1948) (nf) Az aranyszemű hölgy, Masamód, A szerelem mindent legyőz
- Maros Zoltán (1950–)
- Martin Csaba (1976–)
- Martinidesz László (1953–2009)
- B. Marton Frigyes (1951–) Angyalbőrben (TV-sorozat), Holdfogyatkozás
- Martonffy Emil (1904–1983) Márciusi mese, Köszönöm hogy elgázolt
- Mata János (1934–2017)
- Mátis Lilla (1948–)
- Mátray Mihály (1930–2015)
- Mátyássy Áron (1978–)
- Maurer Dóra (1937–)
- Metzner Ernő (1892–1953) (nf) A hadtestparancsnok, Naftalin
- Mérei Adolf (1877–1918) (nf) Simon Judit, Soha többé, mindörökké
- Mész András (Monory Mész András) (1954–)
- Mészáros Gyula (1928–)
- Mészáros Márta (1931–)
- Mészáros Péter (1969–)
- Mihályfi Imre (1930–2024)[5]
- Mihályfy László (1938–)
- Mihályfy Sándor (1937–2007)
- Miklauzić Bence (1970–)
- Mispál Attila (1966–)
- Mohi Sándor (1957–)
- Moldován Domokos (1943–2021)
- Molnár Péter (1954–)
- Mönich László (1926–1987)
- Mundruczó Kornél (1975–)
- M. Tóth Géza (1970–) Maestro, Ergo, Mama

## N, Ny
- Nádas Sándor (1883–1942)
- Nádasdy Kálmán (1904–1980)
- Nagy Ernő (1970–)
- Nagy Viktor Oszkár (1980–)
- Najmányi László (1946–2020)
- Neményi Ferenc (1941–)
- Nemere László (1928–2005)
- Nemes Gyula (1974–)
- Nepp József (1934–2017) rajzfilmrendező, Gusztáv-sorozat, A Mézga család különös kalandjai-sorozat
- Novák Emil (1954–)
- Novák Márk (1935–1972)

## O, Ó
- Oláh Gábor (1938–)
- Oláh Gusztáv (1901–1956)
- Ondrejcsik Kálmán (1934–1994)
- Orosz Dénes (1977–)
- Orosz István (1951–)
- Osvát András (1946–)

## P
- P. Szabó István (1972–)
- Pacséry Ágoston (1903–1977)
- Pacskovszky József (1961–)
- Pajer Róbert (1959–)
- Palásthy György (1931–2012)
- Pálfi György (1974–)
- Pánczél Lajos (1897–1971)
- Pártos Géza (1917–2003)
- Pásztor Béla (1895–1966)
- Pásztory Móric Miklós (1875–1922) (nf) A riporterkirály, A szökött katona, A piros bugyelláris
- Pataki Éva (1954–)
- Pater Sparrow (1978–)
- Paulus Alajos (1925–2011)
- Petényi Katalin (1941–)
- Peter Medak (Medák Péter) (1937–)
- Péterffy András (1946–)
- Pintér Imre (1864–1946) (nf) Ágyú és harang, A népfölkelő
- Pintér György (1942–)
- Pohárnok Gergely (1968–)
- Pozsgai Zsolt (1960–)
- Préda Tibor (1925–2006)
- Puszt Tibor (1951–)
- Pünkösti Andor (1892–1944)

## R
- Ráday Mihály (1942–2021)
- Radványi Géza (1907–1986)
- Rajnai András (1934–2004)
- Ranódy László (1919–1983) Hintónjáró szerelem, Légy jó mindhalálig, Pacsirta
- Ráthonyi Ákos (1909–1969)
- Reich Péter (1963–)
- Reisenbüchler Sándor (1935–2004)
- Rényi Tamás (1929–1980)
- Révész György (1927–2003)
- Richly Zsolt (1941–2020)
- Rodriguez Endre (1899–1975)
- Rofusz Ferenc (1946–) Oscar-díjas rajzfilmrendező, A Légy, Gravitáció, Kérem a következőt! (TV-sorozat 2 rész)
- Róna Péter (1940–)
- Rónai Dénes (1875–1964) (nf) Drágfy Éva
- Rózsa János (1937–)

## S
- Salamon András (1956–)
- Sándor Pál (1939–)
- Sántha László (1949–)
- Sára Júlia (1974–)
- Sára Sándor (1933–2019)
- Sas István (1946–2018)
- Sas Tamás (1957–)
- Schiffer Pál (1939–2001)
- Schnedarek Ervin Béla (1920–2008)
- Schuller Imre (1919–2009)
- Seregély István (1950–)
- Siklósi Szilveszter (1944–)
- Siklóssy Pál (1889–?)
- Simó Sándor (1934–2001)
- Sipos András (1936–2015)
- Sipos László (1918–1944)
- Sipos József (1953–)
- Sólyom András (1951–)
- Somló Tamás (1929–1993)
- Sopsits Árpád (1952–2025)
- Sós Ágnes dokumentumfilmes (1966–)
- Sós Mária (1948–2011)
- Stefanovics Angéla (1978–)
- Sugár Pál (nf) Alpesi tragédia, Szer a szerelem ellen, Vihar után
- Surányi András (1952–)

## Sz
- Szabó Attila (1936–1998)
- Szabó István (1938–) Oscar-díjas filmrendező
- Szabó László (1936–)
- Szabó Sipos Tamás (1937–1985)
- Szabó Szabolcs (1927–2003) rajzfilmes
- Szajki Péter (1980–)
- Szaladják István (1962–)
- Szalai Györgyi (1940–2024)[6]
- Szalkai Sándor (1934–1996)
- Szalkai Zoltán (1961–)
- Szántó Erika (1941–)
- Szász János (1958–)
- Szász Péter (1927–1983)
- Szederkényi Júlia (1963–)
- Széfeddin Sefket bej (1913–1967)
- Székely István (1899–1979) Hyppolit, a lakáj, Rákóczi induló, Lila akác
- Székely Orsolya (1947–)
- Szemadám György (1947–)
- Szemes Marianne (1924–2003)
- Szemes Mihály (1920–1977)
- Szíjj Miklós (1936–1983)
- Szikora János (1950–)
- Szilágyi Andor (1955–)
- Szilágyi Varga Zoltán (1951–)
- Szinetár György (1905–1974)
- Szirtes András (1951–2023)[7]
- Szobolits Béla (1946–)
- Szoboszlay Péter (1937–)
- Szomjas György (1940–2021)
- Szőcs Petra (1981–)
- Szőke András (1962–)
- Szőnyi G. Sándor (1928–2012)
- Szőreghy Gyula (1887–1943) (nf) Ifjabb Fromont és idősebb Risler
- Szőts István (1912–1998)
- Szurdi András (1944–)
- Szurdi Miklós (1950–2024)[8]

## T
- Tábori Kornél (1879–1944) (nf) Pufi cipőt vesz, Víg egyveleg, avagy Pufi és társai
- Takács Gábor (1928–2006)
- Takács Vera (1946–)
- Takó Sándor (1988–)
- Tari János (1957–)
- Tarr Béla (1955–)
- Ternovszky Béla (1943–)
- Tímár Péter (1950–)
- Tímár István (1926–)
- Tokay Péter (1981–)
- Tolvaly Ferenc (1957–)
- Tóth Barnabás (1977–)
- Tóth Endre (1912–2002)
- M. Tóth Géza (1970–)
- Tóth János (1930–2019)
- Tóth Pál (1952–) rajzfilmrendező
- Tóth Tihamér (1949–)
- Tölgyesi Ágnes (1955–)
- Török Ferenc (1971–)

## U, Ú
- id. Uher Ödön (1859–1931)
- ifj. Uher Ödön (1892–1989) (nf) A végzetes nyakék, Szamárbőr, Nővérek, Mire megvénülünk
- Ujj Mészáros Károly (1968–)
- Ulrich Gábor (1967–) animációfilmes

## V
- Vadas Mihály (1956–)
- Vágvölgyi B. András (1959–)
- Vajda Béla (1935–2011)
- Vámos Tamás (1938–)
- Vámos Zoltán (1982–)
- Varga Ágota (1954–)
- Varga Csaba (1945–2012)[9]
- Varga Rudolf (1950–)
- Várkonyi Gábor (1947–1994)
- Várkonyi Mihály (1891–1976) (nf) A száműzött, Gabi csínyei
- Várkonyi Zoltán (1912–1979)
- Varsányi Ferenc (1950–)
- Vas Judit (1932–1971)
- Vécsei Márton (1973–)
- Vékás Péter (1950–)
- Vészi János (1953–2015)
- Vitézy László (1940–2024)[10]
- Vranik Roland (1968–)

## W
- Wiedermann Károly (1930–1997) Házasságból elégséges, Egy óra múlva itt vagyok (TV. sorozat)

## X, Y
- Xantus Áron (1981–)
- Xantus Gábor (1954–)
- Xantus János (1953–2012)

## Z, Zs
- Zákonyi Sándor (1915–1981)
- Zolnay Pál (1928–1995)
- Zöldi István (1938–)
- Zsigmond Dezső (1956–)
- Zsitkovszky Béla (1868–1930) A táncz (az első tudatosan rendezett magyar film)
- Zsombolyai János (1939–2015) Kihajolni veszélyes!
- Zsurzs Éva (1925–1997)

## Magyar származású filmrendezők
- Antal Nimród (1973–) Kontroll, Ragadozók
- Laszlo Benedek (Benedek László, 1905–1992)
- Michael Curtiz (Kertész Kaminer Manó, majd Kertész Mihály, 1886–1962)
- Paul Czinner (Czinner Pál, 1890–1972)
- Peter Foldes (Földes Péter Mihály, 1923–1977)
- Nicolas Gessner (Gessner Miklós) (1931–2023)[11]
- John Halas (Halász János, 1912–1995)
- Alexander Korda (Kellner Sándor, majd Korda Sándor, 1893–1956)
- Peter Medak (Medák Péter, 1937–)
- George Pal (Marczincsák György Pál, 1908–1980)
- Gabriel Pascal (Paskál Gábor, 1894–1954)
- André de Toth (Tóth Endre, 1912–2002)
- King Vidor (1894–1982)
- Jules White (Weiss Gyula, 1900–1985)